# Yuryaku
Yūryaku, född 418, död 479, var regerande kejsare av Japan mellan 456 och 479.